# Paul Field
Paul Field é um  gerente de equipe britânico que atualmente é o chefe de produção, cadeia de fornecimento e logística da equipe de Fórmula 1 da Red Bull Racing e da Red Bull Technology.

## Carreira
A longa carreira de Field o levou de dirigir empilhadeiras quando jovem a passagens por compósitos na equipe de Fórmula 1 da Jordan Grand Prix, British American Racing (BAR) e na equipe Honda em meados dos anos 2000, onde eventualmente se tornou gerente de produção. Em 2007, ele se mudou para a Red Bull Racing na mesma função. Ele foi promovido a chefe de produção em 2010 e novamente em 2014 para seu cargo atual de chefe de produção, cadeia de fornecimento e logística. Agora gerenciando diversas equipes, o departamento de Field mudou muito ao longo dos anos. Como ele sendo responsável pela operação que fabrica os carros de corrida da equipe Red Bull Racing, na entrega de um fluxo constante de novos componentes e montagens para a equipe de corrida e garante que tudo o que entra no carro seja da mais alta qualidade. Repetidas vezes, Field e sua equipe tiveram um impacto direto nas pole positions e nas vitórias em Grandes Prêmios conquistadas na pista de corrida.